# Manihot crassisepala
Manihot crassisepala är en törelväxtart som beskrevs av Ferdinand Albin Pax och Käthe Hoffmann. Manihot crassisepala ingår i släktet Manihot och familjen törelväxter. Inga underarter finns listade i Catalogue of Life.